# Víctor Latou
Víctor Miguel Latou Jaume (Montevideo, 30 aprile 1913 – Antofagasta, 12 dicembre 2002) è stato un cestista uruguaiano.

## Carriera
Con l'Uruguay ha disputato le Olimpiadi del 1936, classificandosi al 6º posto.